# عبدالرزاقوو
عبدالرزاقوو (انگلیسی: Abdrezyakovo) یک شهرک در شهرستان کیگینسکی استان باشقیرستان کشور روسیه است.